# Chile i olympiska vinterspelen 1952
Chile deltog med 3 deltagare vid de olympiska vinterspelen 1952 i Oslo. Ingen av landets deltagare erövrade någon medalj.